# اولچک (اردهان)
اولچک (به ترکی استانبولی: Ölçek) یک منطقهٔ مسکونی در ترکیه است که در اردهان واقع شده‌است.